# 栓內層
栓內層（英語：phelloderm），又稱綠皮層為一生物專有名詞。
栓內層是一種薄壁組織，顧名思義，是木栓形成層向內產生的細胞。外型很像木栓形成層細胞，並與其成徑向行列（類似於向樹圖的外觀），因此在皮層中的薄壁組織的細胞很容易分開。